# Mingus at the Bohemia
 (août 2018).
Si vous disposez d'ouvrages ou d'articles de référence ou si vous connaissez des sites web de qualité traitant du thème abordé ici, merci de compléter l'article en donnant les références utiles à sa vérifiabilité et en les liant à la section « Notes et références ».
Mingus at the Bohemia est un album live de Charles Mingus enregistré le 23 décembre 1955 au Café Bohemia.
Albums de Charles Mingus
The Jazz Experiments of Charlie Mingus
(1954) The Charles Mingus Quintet & Max Roach
(1955)

## Titres
| No | Titre | Auteur                                                 | Durée |
| -- | --- | ------------------------------------------------------ | ----- |
| 1. | Jump Monk | Charles Mingus                                         | 6:44  |
| 2. | Serenade in Blue | Mack Gordon, Harry Warren                              | 5:57  |
| 3. | Percussion Discussion | Mingus, Max Roach                                      | 8:25  |
| 4. | Work Song | Mingus                                                 | 6:16  |
| 5. | Septemberly (arrangements de Charles Mingus - September in the Rain / Tenderly) | Warren, Al Dubin, Jack Lawrence, Walter Gross          | 6:55  |
| 6. | All the Things You C Sharp (All The Things You Are) (mélange du début du Prélude op. 3 no 2 en Ut dièse mineur de Sergueï Rachmaninov et du standard de jazz All the Things You Are.) | Jerome Kern, Oscar Hammerstein II, Sergueï Rachmaninov | 6:47  |

## Musiciens
- George Barrow : saxophone ténor
- Eddie Bert : trombone
- Mal Waldron : piano
- Charles Mingus : contrebasse (contrebasse et violoncelle sur Percussion Discussion)
- Willie Jones : batterie (sauf sur Percussion Discussion)
- Max Roach : batterie (sur Percussion Discussion)